# Liu Ping
Liu Ping (Xinyu, 2 de diciembre de 1964) es una activista de derechos civiles china. Como antigua empleada de Xinyu Iron and Steel Group, atrajo la atención pública al postularse para un puesto de delegada local independiente en la Asamblea Popular Nacional de China en 2011. Dos años después, en 2013, Ping fue arrestada por exigir públicamente a oficiales chinos que revelasen su patrimonio y fue la primera en ser juzgada entre los activistas arrestados del New Citizens' Movement en China. Ping fue sentenciada a seis años y medio de prisión en junio de 2014.

## Biografía
Ping trabajó en la empresa Yuanxingang Equipment and Materials Co., una sucursal de Xinyu Iron and Steel Group hasta que fue obligada a retirarse en 2009. Desde ese momento, comenzó su activismo para aumentar la indemnización que recibían sus colegas que eran obligados a retirarse como ella. Envió una petición al gobierno central en Beijing tres veces y estuvo detenida 10 días en 2010.
En abril de 2011, decidió presentarse como candidata para delegada local en la Asamblea Popular Nacional de China. Al poco de anunciar su candidatura, el gobierno local empezó a acosarla a ella y sus seguidores. Las autoridades consideraron que su acción estaba siendo respaldada por "fuerzas antichinas" y que esto representaba una amenaza para los procedimientos electorales. Aunque Ping obtuvo bastantes apoyos para aparecer en la papeleta para las elecciones legislativas chinas, fue declarada inelegible por Yang Jianyun, director de la oficina electoral local.
El postulado de Ping recibió un amplio apoyo en China, como por ejemplo por parte de Yu Jianrong, influyente investigador y sociólogo. Él también desencadenó una ola de candidaturas en China más tarde ese mismo año. Junto con Ping, otro residente de Xinyu, Wei Zhongping, participó en la carrera y también fue declarado inelegible por las autoridades. Más de 100 personas anunciaron campañas en línea, incluyendo celebridades como Li Chengpeng, aunque finalmente participaron muy pocas personas. La autoridad china se tomó esto muy en serio y se aseguró de que ni un solo candidato independiente apareciese en las papeletas. Xu Zhiyong, un conocido estudiante y activista, que participó como independiente dos veces con anterioridad, no tuvo éxito este año.
Ping participó en varias campañas mediáticas después de este intento fallido. En 2011, organizó una visita con un grupo de ciudadanos para conocer al abogado Chen Guangcheng, que estaba en arresto domiciliario y estricta vigilancia en Linyi, Shandong. También fue al pueblo de Wukan para apoyar a los aldeanos durante las protestas que se estaban produciendo en esa ciudad.
En 2013, muchos ciudadanos chinos tomaron a la calle para reclamar que los oficiales chinos revelasen su riqueza. El 23 de abril de 2013, Liu Ping, Wei Zhongping y Li Sihua organizaron una manifestación en Xinyu. Liu fue arrestada el 27 de abril, y Wei y Li fueron arrestados poco después. La detención inicialmente fue por incitar a la subversión contra el poder estatal. Este cargo fue modificado por tres cargos poco después: asamblea ilegal, reunión multitudinaria para interrumpir el orden público, y utilización de una organización de culto para socavar la ley. El juicio lugar el 28 de octubre de 2013, y muchos de sus seguidores y testigos fueron acosados o detenidos.
En junio de 2014 fue sentenciada a seis años y medio de prisión por un tribunal de la provincia de Jiangxi por utilizar un culto para dañar la aplicación de la ley, reuniendo a una muchedumbre para perturbar el orden en lugares públicos, peleando y provocando disputas.